# ヒケタス (シュラクサイの僭主)
ヒケタス（ギリシア語：ἹκέταςまたはἹκέτης）は、紀元前3世紀初めのシュラクサイの僭主で、アガトクレス時代とピュロス時代の間にあたる。

## 来歴
アガトクレスは晩年になると、孫であるアルカガトス（en）に軍の指揮権を与えていた。しかし、自身の後継者には息子（同名のアガトクレス）を指名し、アルカガトスに対して軍の指揮権を息子の方のアガトクレス（アルカガトスの伯父）に引き渡すよう命じた。これに不満を持ったアルカガトスは、マエノン（シュラクサイに敗北したセゲスタ人で、シュラクサイに反感を持っていた）にアガトクレス親子の殺害を依頼した。マエノンはこれに成功したが、アルカガトスをも殺害した。このときアルカガトスはアエトナを包囲中であったが、マエノンはこの軍の指揮権を掌握し、シュラクサイに向かった。
ここに至って、シュラクサイはヒケタスに軍を率いさせてマエノンに対抗させたが、両軍ともに決定的な勝利を得ることはできなかった。このためマエノンはカルタゴに援軍を求め、数的に優位となったマエノンに対し、シュラクサイは不名誉な講和を受けざるを得ず、マエノンの反乱軍もシュラクサイに戻った。他方、息子を殺され孫に反乱されたアガトクレスは死の直前にシュラクサイを民主政に戻すと約束していたが（遅効性の毒で毒殺されたとされる）、カンパニア人傭兵には選挙権が与えられなかった。このため、シュラクサイ市民と傭兵の間に紛争が起こったが、なんとか妥協が成立し、傭兵部隊はシュラクサイを出た（この傭兵部隊は後にマメルティニと呼ばれ、第一次ポエニ戦争の原因を作った）。
おそらくにヒケタスはこの直後にシュラクサイの権力を掌握したと思われる。ディオドロスによると、ヒケタスはその後9年間シュラクサイの僭主を勤めた。彼の治世中に記録されている出来事は、アクラガス（現在のアグリジェント）の僭主フィンティアス（en）およびカルタゴとの戦争であり、ヒケタスはヒュブライオス川でアクラガスには勝利したが、カルタゴにはテリアス川で敗北している。彼はティニオンによってシュラクサイを追放されるが、これはピュロスがシケリアに到着する少し前のことであり、紀元前279年または紀元前278年と推定される。何れの年であっても、ディオドロスが述べる9年間の統治と合致する。
ヒケタスの名前が刻印されたシュラクサイの金貨が現存しているが、そこにはΕΠΙ ΙΚΕΤΑと書かれており、アガトクレスとは異なり「王（バシレウス）」とは称しなかったことは明確である。